# Полиция Финляндии
Полиция Финляндии (фин. Poliisi, швед. Polisen) — полицейская служба, подчиняющаяся министерству внутренних дел. Согласно «Закону о полиции» 7.4.1995/493 «задача полиции состоит в том, чтобы охранять правовой и общественный порядок, поддерживать общественный порядок и безопасность, а также предотвращать, расследовать и преследовать в судебном порядке преступления». Согласно конституции Финляндии деятельность полиции должна всегда основываться на законе.
В 2013 году отмечен рост агрессивности в отношении полицейских со стороны граждан.
С 25 июня 2015 года возглавляет полицию Сеппо Колехмайнен (глава полиции, фин. poliisiylijohtaja).
Управление полицией осуществляется централизованно как на государственном, так и на региональном и местном уровнях президентом, правительством, Министерством внутренних дел и его структурным звеном — Департаментом полиции.
Особенностью полиции Финляндии является то, что организационно она является единым формированием, а не несколькими, различной ведомственной подчинённости и с пересекающейся компетенцией, как это имеет место в большинстве стран мира. Это сделано для противодействия возможным попыткам какой-либо группы правящих кругов монополизировать влияние на полицию.
Основанная на конституции система обеспечения демократического характера деятельности полиции предусматривает:
- постоянный контроль со стороны высших органов исполнительной власти и парламента, в том числе особых должностных лиц — Канцлера юстиции и омбудсмена
- реализацию принципа публичности в работе блюстителей порядка (за исключением оперативно-розыскной сферы)
- возможность для граждан обжаловать действия полицейских в судах общей юрисдикции и Высшем административном суде
- привлечение общественности в лице Совещательных комитетов при министерстве внутренних дел, губернских, городских и окружных подразделениях к выработке стратегических, оперативных и тактических решений в борьбе с правонарушениями
- лишения органов политической полиции возможности самостоятельно применять меры, ограничивающие свободу граждан

В условиях относительно невысокого уровня преступности деятельность полиции ориентирована прежде всего на профилактику правонарушений, а не на репрессивные действия.
В финской полиции нет коррупции. Полиция добивается высоких результатов в раскрытии и расследовании правонарушений. Уровень доверия населения к полиции очень высок (до 90 %) и гораздо выше, чем у парламента, правительства и президента.
В структуре преступности практически нет уличной преступности, грабежей, разбоев. Основные преступления — кражи и карманные кражи, а также насилие, что связано с чрезмерным употреблением спиртных напитков.
Начиная с 2000-х наблюдается рост преступлений на почве расизма, культурно-этнических споров и столкновений, что связано с наплывом беженцев из стран Ближнего Востока. В связи с этим была ужесточена ответственность за пропаганду насилия на национальной почве. Обязанности финских полицейских были дополнены функциями поиска «Интернет-нацистов».

## Штат

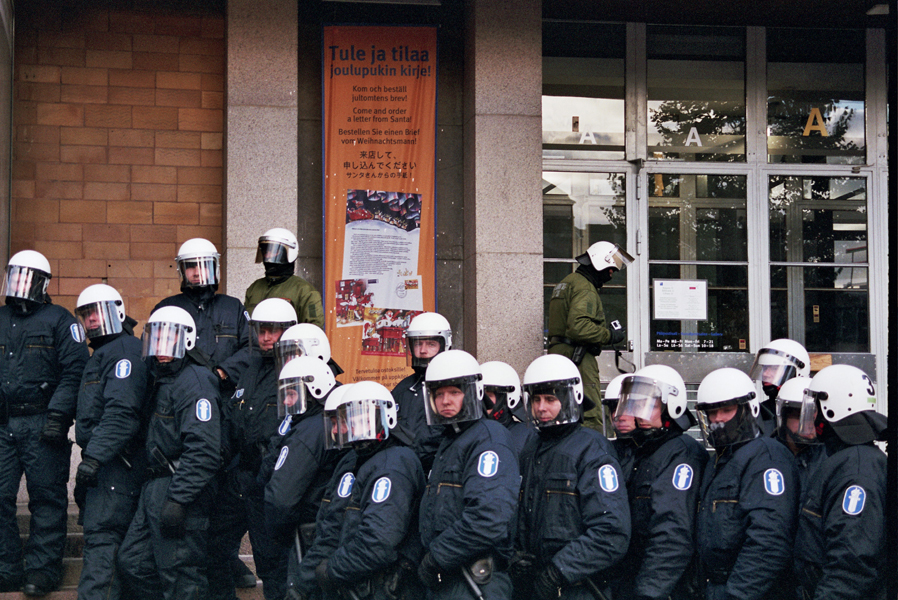
Полицейские на демонстрации

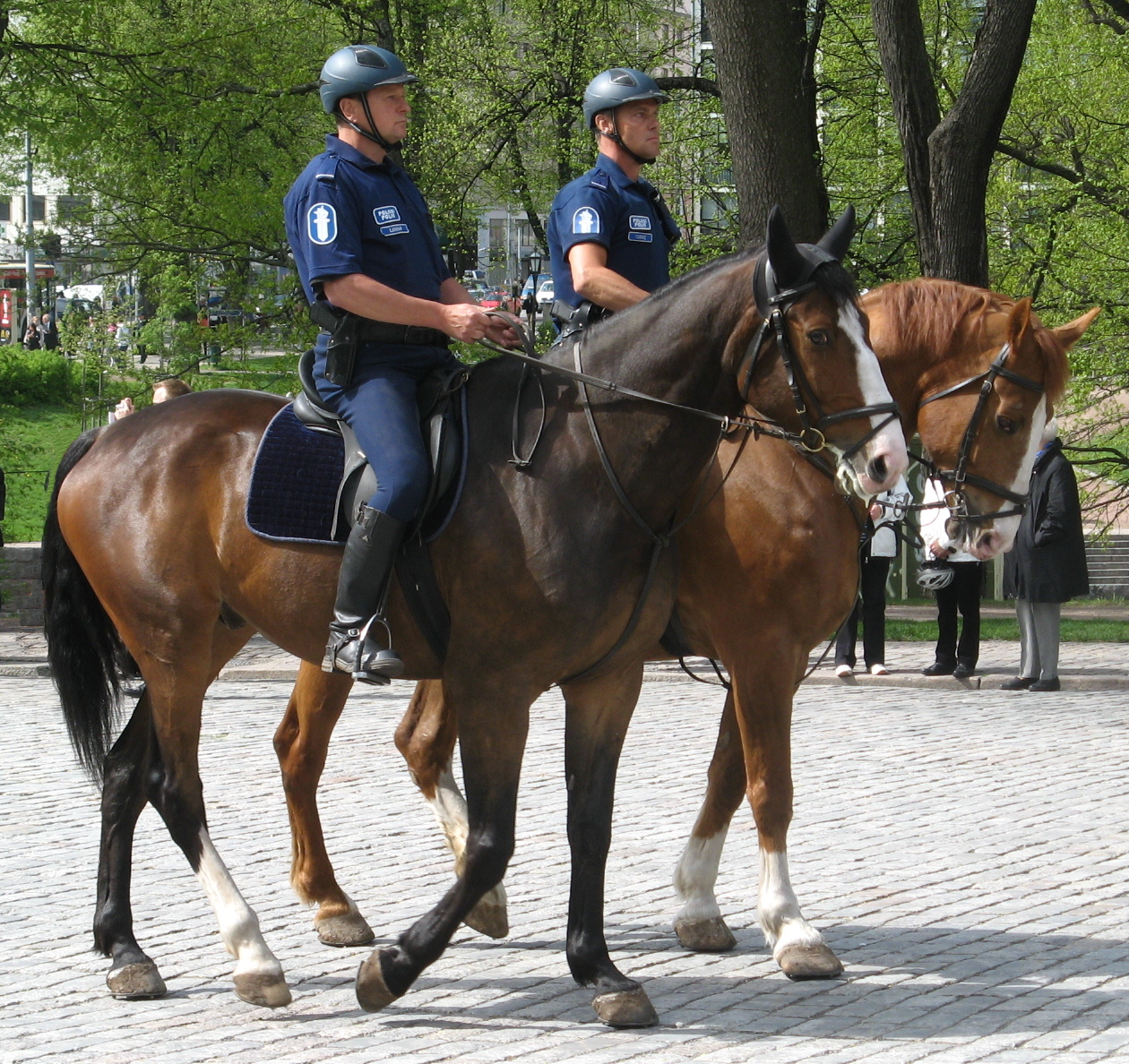
Конная полиция

Всего в полиции работает около 10 900 человек, из которых непосредственно полицейских 7 700 (2012). На одного полицейского приходится 681 гражданин.
В связи с упразднением в Финляндии дорожной полиции, в 2014 году появились сведения о внесении полицейскими в систему учета своего рабочего времени искаженных данных.
Остальной персонал состоит в основном из дипломированного обслуживающего персонала, работающего в полицейских участках на местах. Женщины составляют 24 % от общей численности сотрудников полиции и 11 % от числа полицейских.
Ограниченность ресурсов полиции стремятся компенсировать активным взаимодействием отраслевых служб и подразделений, а также сотрудничеством с пограничной охраной, органами социального обеспечения, здравоохранения и др. Полиция в любой момент может быть усилена личным составом пограничных войск Финляндии (3 500 человек), которые в мирное время также подчиняются министерству внутренних дел. Старший состав пограничников наделен полицейскими функциями, а в случаях массовых выступлений, демонстраций или общественных беспорядков погранвойска превращаются в полицию.

## Финансирование
В 2012 году по заявлению министра внутренних дел Финляндии Пяйви Рясянен, финская полиция получит дополнительно свыше 60 млн евро (30 млн из государственной казны и 35 млн путём экономии), что не приведет к ожидавшемуся сокращению полицейских в стране.

## Структура
- Департамент полиции

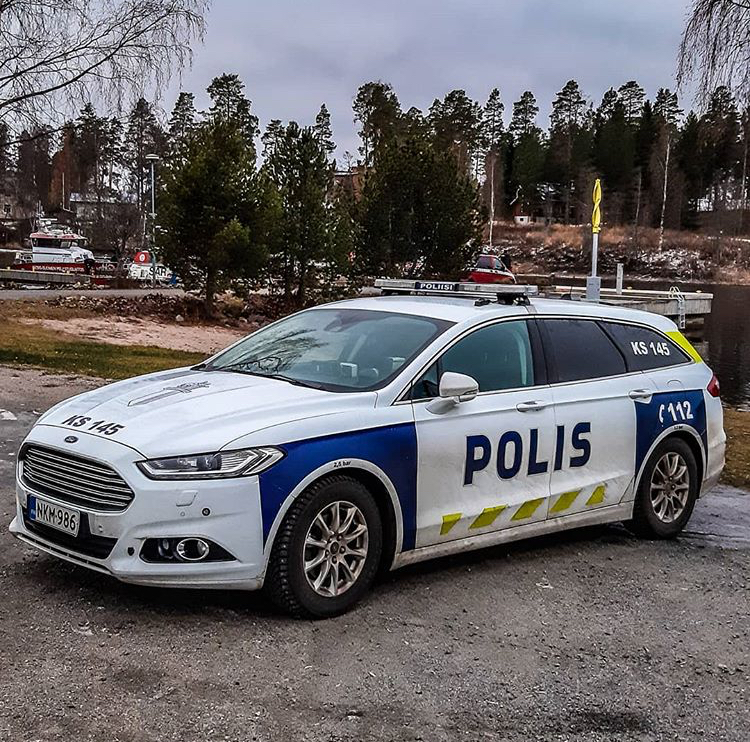
Патрульная машина Ford Mondeo полиции Финляндии

- Три общегосударственных подразделения:
  - Центральная криминальная полиция (фин. Keskusrikospoliisi, швед. Centralkriminalpolisen)
  - Дорожная полиция (фин. Liikkuva poliisi)
  - Полиция государственной безопасности (фин. Suojelupoliisi, швед. Skyddspolisen)
- Пять губернских полицейских управлений
- Местная полиция (фин. Paikallispoliisi)
- Полицейская школа
- Технический отдел (фин. Poliisin tekniikkakeskus) и отдел информационно-вычислительного обеспечения полиции (фин. Poliisiasiain tietojärjestelmä)

### Департамент полиции
Высшим руководством полиции Финляндии является Департамент полиции Министерства внутренних дел. Он обеспечивает управление деятельностью полиции, осуществляет её планирование и развитие, определяет стратегические направления общегосударственной полицейской деятельности, обеспечивает требуемые условия для работы полиции, пересматривает законодательство в пределах свой компетенции, а также предоставляет экспертизу по вопросам внутренней безопасности. Кроме того, департамент полиции занимается вопросами, касающимися частных охранно-сыскных предприятий, проведения лотерей, сбора денежных средств, а также вопросами, связанными с игральными автоматами и пользованием огнестрельным оружием.
Департамент полиции состоит из шести отделов:
- высшее полицейское руководство (фин. Poliisihallitus, швед. Polisstyrelsen)
- отдел оперативной полицейской работы, отдел международных отношений
- отдел бюджетного планирования
- административный отдел, состоящий из отдела лотерей и отдела выдачи лицензий и разрешений на огнестрельное оружие
- отдел надзора за частными охранно-сыскными предприятиями

### Центральная криминальная полиция
Основной задачей подразделения является предотвращение и расследование преступлений и разработка стратегий борьбы с международной, организованной, профессиональной, экономической преступностью и другими видами тяжких преступлений. ЦКП координирует сотрудничество полиции, таможенной и пограничной служб и выступает в Финляндии в качестве национального центра международного уголовного розыска.
ЦКП оказывает экспертные услуги всем структурам полицейской службы Финляндии, а также другим правоприменяющим органам Криминалистическая лаборатория ЦКП проводит экспертизу образцов с мест преступлений и дает заключения для предварительного следствия и судебных разбирательств. Центр ЦКП по борьбе с отмыванием денег несёт ответственность за получение и анализ информации об отмывании денег и финансировании терроризма.
Штат ЦКП насчитывает приблизительно 670 сотрудников, из которых 40 % составляют женщины, в то время как в финских полицейских силах женщины в целом составляют около 24 % сотрудников. Этот факт объясняется наличием большого числа следователей-женщин (около 60 %).

### Дорожная полиция (1930-2014)

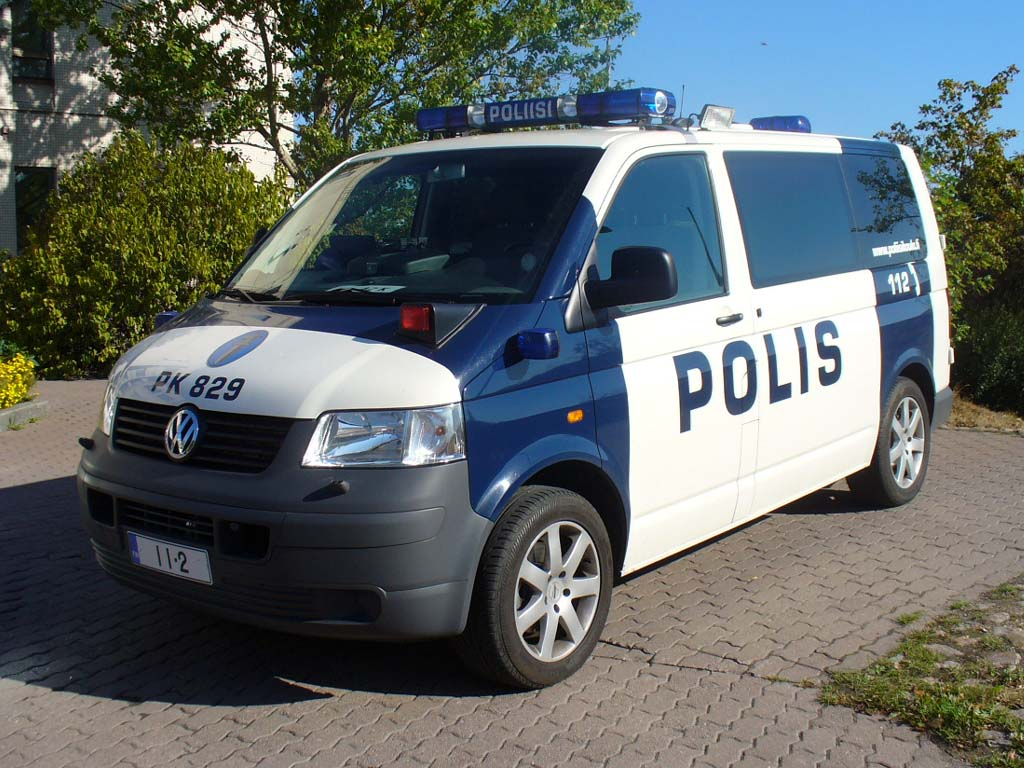
Volkswagen T5

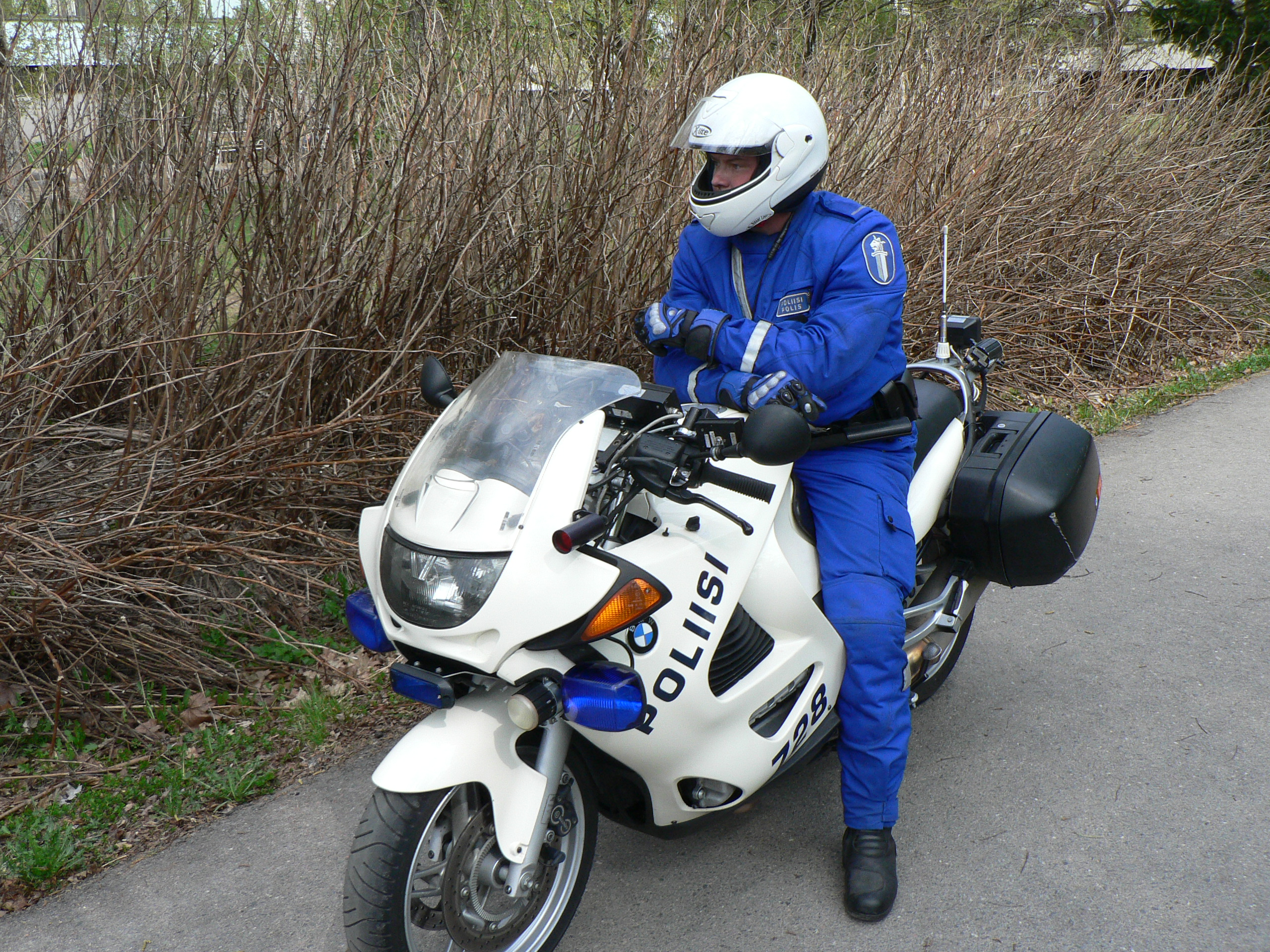
Полицейский мотоцикл BMW K1200RS

Дорожная полиция (фин. Liikkuva poliisi, LP)  бывшее специализированное подразделение полиции Финляндии, действовавшее до 2014 года. Основными задачами подразделения были обеспечение общественного порядка и безопасности, контроль и регулирование дорожного движения, повышение его безопасности, предотвращение преступлений и иных событий, угрожающих общественному порядку. Подразделение также выступало в качестве полицейского резерва в чрезвычайных ситуациях и оказывало содействие местной полиции в поддержании порядка и борьбе с преступностью.
Особое внимание уделялось контролю за движением на главных магистралях и надзору за тяжёлым транспортом, а также контролю внедорожного и водного транспорта. В сферу компетенции входило совершенствование технических средств и методов транспортного контроля, повышение качества проверок, а также обучение полицейских навыкам вождения по всей стране. Подразделение обеспечивало полицейскую деятельность в аэропорту Хельсинки-Вантаа, а отделение безопасности отвечало за охрану Президента Финляндии. Кроме того, сотрудники Дорожной полиции обеспечивали безопасность при проведении государственных визитов и крупных массовых мероприятий.
Организационно Дорожная полиция делилась на южное, западное и северное подразделения, аэропортовое подразделение, подразделение безопасности и штаб управления. Техническое оснащение подразделения соответствовало современным стандартам, а время прибытия экипажей на место ДТП, как правило, не превышало 15 минут.
Осенью 2012 года по инициативе рабочей группы под руководством министра внутренних дел Пяйви Рясянен было принято решение о расформировании Дорожной полиции и интеграции её функций в деятельность местной полиции. При этом численность сотрудников, занимавшихся дорожным надзором, не была сокращена они перешли в штат местных полицейских управлений. Подразделение было официально расформировано в начале 2014 года.

### Полиция государственной безопасности
Функцией полиции государственной безопасности является предотвращение преступных замыслов и преступлений, которые могут угрожать внутренней и внешней безопасности государства и проведение расследований подобных преступлений. Она также проводит профилактическую работу по повышению всеобщей готовности к предотвращению действий, ставящих под угрозу государственную безопасность.
Основными задачами полиции государственной безопасности является борьба с терроризмом, раскрытие и предотвращение незаконной разведывательной деятельности иностранных государств на территории Финляндии, противодействие угрозам внутренней безопасности, а также охрана высокопоставленных лиц. Кроме того, полиция государственной безопасности играет важную роль в борьбе с международной организованной преступностью.

### Губернские управления полиции
Департаменты полиции губернских управлений руководят деятельностью местной полиции, планируя, направляя и разрабатывая полицейские операции на территории своего подчинения. Помимо согласования целей деятельности с уездной полицией своих территорий и определения ресурсов, предоставляемых ей в пользование, губернские управления руководят и контролируют деятельность местной полиции.
Губернские полицейские управления отвечают также за обеспечение взаимодействия местной полиции с Центральной криминальной полицией и Государственной дорожной полицией на территории своих губерний, определяя служебные обязанности, которые выполняются совместно, и какой структуре подчинения необходимо следовать в таких случаях.

### Местная полиция
Местная полиция состоит из 24 управлений, которые объединяют 180 отделений полиции. Не все управления работают круглосуточно, однако службы экстренной помощи при 15 государственных аварийно-спасательных центрах доступна в любое время. Единый номер службы экстренной помощи в Финляндии — 112.
Функция всех структур местной полиции состоит в поддержании общественного порядка на закрепленной территории, предотвращении и расследовании преступлений и иных происшествий, угрожающих общественному порядку и безопасности, содержания камер хранения утерянных вещей.
Полиция приступает к расследованию преступления только в том случае, если будет доказан факт совершения преступления.
Полиция на местах также осуществляет контроль и управление дорожным транспортом, способствует повышению дорожной безопасности и выполняет другие обязанности, предусмотренные законом или вмененные ей в обязанность.
Хельсинкское полицейское управление отличается от других местных полицейских подразделений тем, что оно подчиняется непосредственно Департаменту полиции Министерства внутренних дел. Помимо выполнения обычных обязанностей местной полиции, она отвечает за выполнение некоторых общегосударственных специальных заданий.

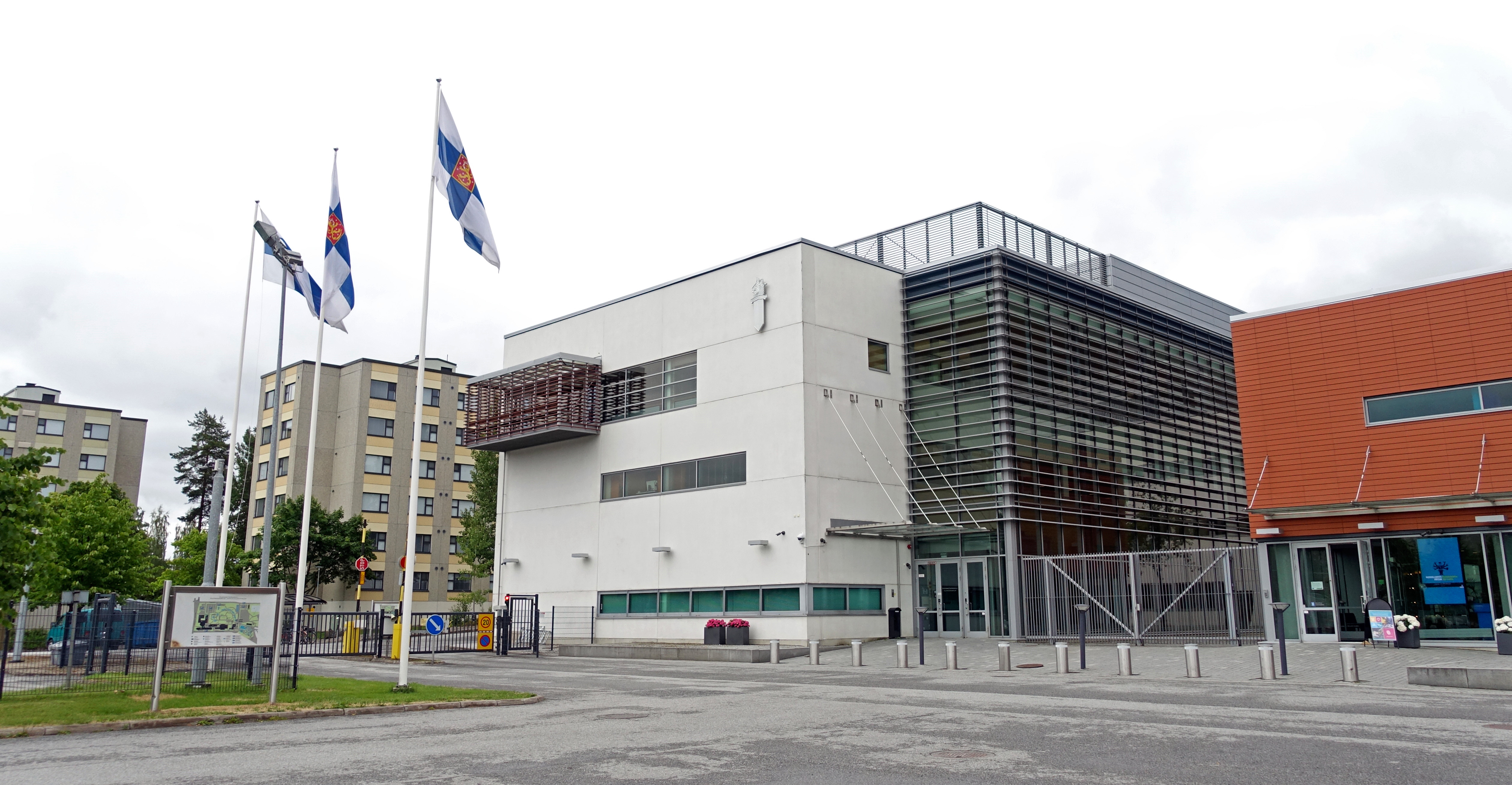
Высшая полицейская школа

### Высшая полицейская школа
В Финляндии одно полицейское учебное заведение — Высшая полицейская школа (фин. Poliisiammattikorkeakoulu (Polamk)) в Тампере.
До 2006 года действовало второе учебное заведение — высшая полицейская школа в Эспоо. Однако в 2008 году она была объединена с полицейской школой в Тампере в районе Херванта. Таким образом единое учебное заведение для подготовки сотрудников полиции в Финляндии стало отвечать не только за процесс набора полицейских кадров, но и за набор студентов, содержание учебных программ, обучение руководящего состава и повышение квалификации сотрудников, а также за исследовательскую работу.
На территории школы с 2004 года работает Музей полиции.

## Знаки различия

Младший констебль                                                                  Nuorempi konstaapeli
Cтарший констебль                                                                 Vanhempi konstaapeli
Главный констебль                                                              Ylikonstaapeli

Комиссар / Криминальный комиссар                                                                                    Komisario / Rkoskomisario
Старший комиссар Ylikomisario
Полицейский инспектор                                                                           Юрист полиции                                                             Poliisitarkastaja Poliisilakimies
Заместитель начальника полиции                              Apulaispoliisipäällikkö
Главный инспектор полиции                                           Poliisiylitarkastaja
Начальник полиции                                                                Poliisipäällikkö
Руководитель полиции                                                              Poliisijohtaja
Генеральный директор полиции                                          Poliisiylijohtaja